# Puig de la Llibertat
El Puig de la Llibertat és una muntanya de 1.289 metres que es troba entre els municipis d'Albanyà, a la comarca de l'Alt Empordà i França.